# والاس فورتيونا دوس سانتوس
والاس فورتيونا دوس سانتوس (بالبرتغالية: Wallace‏) (14 أكتوبر 1994 بريو دي جانيرو في البرازيل - ) هو لاعب كرة قدم برازيلي في مركز قلب الدفاع. شارك مع منتخب البرازيل تحت 20 سنة لكرة القدم ومنتخب البرازيل تحت 23 سنة لكرة القدم. أما مع النوادي، فقد لعب مع سبورتينغ براغا ونادي كروزيرو ونادي موناكو ونادي كلباء.

## روابط خارجية
- والاس فورتيونا دوس سانتوس على موقع اتحاد تركيا (لاعب) (الإنجليزية)
- والاس فورتيونا دوس سانتوس على موقع قاعدة بيانات كرة القدم.إي يو (الإنجليزية)
- والاس فورتيونا دوس سانتوس على موقع ليكيب (الفرنسية)
- والاس فورتيونا دوس سانتوس على موقع Soccerway.com (الإنجليزية)
- والاس فورتيونا دوس سانتوس على موقع عالم كرة القدم.نت (الإنجليزية)
- والاس فورتيونا دوس سانتوس على موقع AS.com (الإسبانية)